# Sulfenylchloride
| Sulfenylchloride               |
| ------------------------------ |
| Allgemeine Formel              |
| Trichlormethanesulfenylchlorid |
| Chlorcarbonylsulfenylchlorid   |

Sulfenylchloride sind eine Stoffgruppe in der organischen Chemie mit der allgemeinen Formel R–S–Cl, genauer sind es Chloride der Sulfensäure (R–S–OH). Trichlormethansulfenylchlorid (Cl3C–S–Cl) und Chlorcarbonylsulfenylchlorid (Cl–CO–S–Cl) sind Beispiele für präparativ eingesetzte Sulfenylchloride.